# Igarassu
Igarassu é um município brasileiro no litoral norte do estado de Pernambuco. Está situado na Região Metropolitana do Recife, a 27 km da capital pernambucana, Região Nordeste do país.
Um dos primeiros núcleos de povoamento do Brasil, a cidade abriga, de acordo com o Instituto do Patrimônio Histórico e Artístico Nacional (IPHAN), o templo católico mais antigo do país: a Igreja dos Santos Cosme e Damião. Seu centro histórico abarca ainda monumentos como o Convento e Igreja de Santo Antônio, que abriga o Museu Pinacoteca de Igarassu, cujo acervo é considerado a mais importante coleção da fase colonial brasileira.

## História

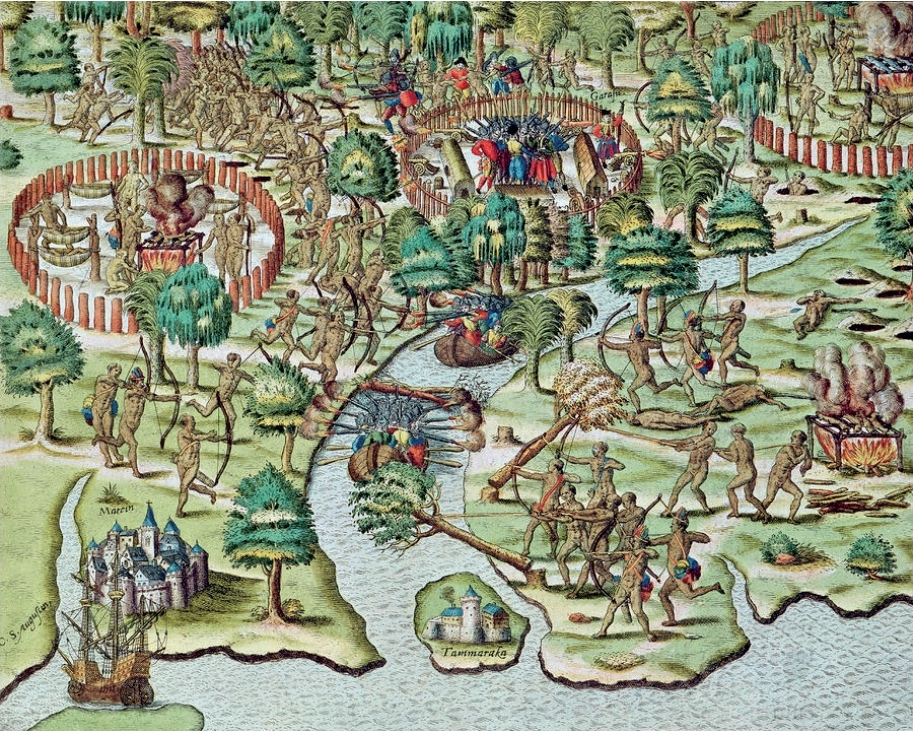
Gravura de Theodore de Bry representando os “cercos de Igarassu” em Pernambuco no ano de 1549, descrita por Hans Staden. Na parte inferior, o Castelo de Duarte Coelho à esquerda e a Feitoria da Ilha de Itamaracá à direita.

Por volta do ano 1000, os índios tapuias que habitavam a região foram expulsos para o interior do continente devido à chegada de povos tupis procedentes da Amazônia. No século XVI, quando chegaram os primeiros europeus à região, a mesma era habitada por um desses povos tupis: os caetés.
Originalmente, Igarassu foi um distrito criado em 1550 e elevado à condição de vila ainda no século XVI. Essa configuração se manteve por cerca de três séculos, até que a lei estadual 130, de 28 de junho de 1895, elevou a vila à condição de cidade.

## Geografia
Com altitude de 19 metros, o município se localiza à latitude 07°50'03" sul e à longitude 34°54'23" oeste.

## Subdivisões
Compõem o município três distritos: Igarassu (sede), Nova Cruz e Três Ladeiras.

### Limites
| Noroeste: Araçoiaba           | Norte: Itaquitinga, Itapissuma e Goiana | Nordeste: Itapissuma                |
| Oeste: Araçoiaba e Tracunhaém |                                         | Leste: Oceano Atlântico e Itamaracá |
| Sudoeste: Abreu e Lima        | Sul: Abreu e Lima                       | Sudeste: Paulista                   |

### Relevo

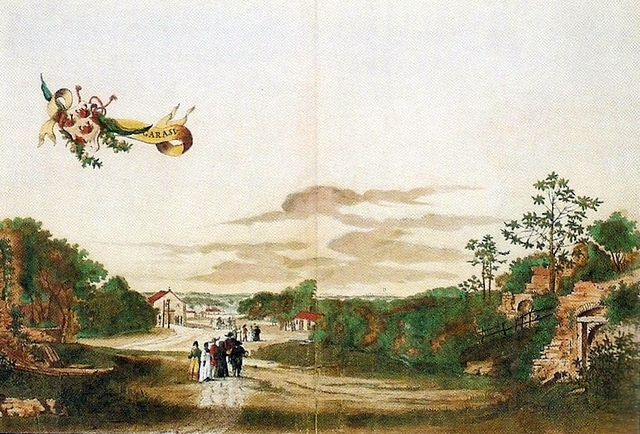
Vila de Igarassu, com a Igreja de São Cosme e São Damião e o convento franciscano, em pintura do século XVII de Jan van Brosterhuisen.

O relevo predominante no município é o de Tabuleiros Costeiros, relevo que predomina em todo litoral leste do nordeste, tendo altitudes médias que variam entre 50 e 100 metros acima do nível do mar.

### Hidrografia
O município de Igarassu encontra-se inserido nos domínios das bacias dos pequenos rios costeiros, são os rios: Igaraçu, Palmeira, Jarapiá, Cumbé, Catucá, Botafogo, Itapicuru, Tabatinga, das Pacas, Paripe, Conga, Bonança, Utinga, Timbó, Monjope e Maniquara.

#### Reserva ecológica Charles Darwin
A reserva de floresta atlântica está em preservação há mais de 40 anos com intuito de auxiliar as pesquisas acerca das pteridófitas e seus aspectos ecológicos em território pernambucano.

### Solo
Os solos do município são representados pelos latossolos e podzólicos nos topos de chapadas e topos residuais.

### Geologia
O município está incluído, geologicamente, na província da Borborema, sendo compostos dos seguintes litotipos: Salgadinho e Vertentes, e dos sedimentos das formações Beberibe, Gramame, do Grupo Barreiras e dos depósitos fluvio-lagunares e aluvionares.

### Vegetação
A vegetação nativa municipal é a mata atlântica, composta por florestas sub-perenifólias, com partes de floresta sub-caducifólia.

### Clima
O município tem o clima tropical, do tipo As´. Os verões são quentes e secos, com temperaturas que nunca ultrapassam os 35 °C. Os invernos são amenos e úmidos, com o aumento de chuvas; a temperatura nunca cai para menos de 15 °C.
| Dados climatológicos para Igarassu | Dados climatológicos para Igarassu | Dados climatológicos para Igarassu | Dados climatológicos para Igarassu | Dados climatológicos para Igarassu | Dados climatológicos para Igarassu | Dados climatológicos para Igarassu | Dados climatológicos para Igarassu | Dados climatológicos para Igarassu | Dados climatológicos para Igarassu | Dados climatológicos para Igarassu | Dados climatológicos para Igarassu | Dados climatológicos para Igarassu | Dados climatológicos para Igarassu |
| Mês                                | Jan                                | Fev                                | Mar                                | Abr                                | Mai                                | Jun                                | Jul                                | Ago                                | Set                                | Out                                | Nov                                | Dez                                | Ano                                |
| ---------------------------------- | ---------------------------------- | ---------------------------------- | ---------------------------------- | ---------------------------------- | ---------------------------------- | ---------------------------------- | ---------------------------------- | ---------------------------------- | ---------------------------------- | ---------------------------------- | ---------------------------------- | ---------------------------------- | ---------------------------------- |
| Temperatura máxima média (°C)      | 30,7                               | 30,6                               | 30,4                               | 29,7                               | 28,9                               | 27,9                               | 27,5                               | 27,7                               | 28,6                               | 29,8                               | 30,4                               | 30,4                               | 29,4                               |
| Temperatura média (°C)             | 26,6                               | 26,7                               | 26,5                               | 25,9                               | 25,2                               | 24,3                               | 23,8                               | 23,9                               | 24,8                               | 25,8                               | 26,3                               | 26,4                               | 25,5                               |
| Temperatura mínima média (°C)      | 22,6                               | 22,8                               | 22,6                               | 22,2                               | 21,6                               | 20,8                               | 20,2                               | 20,1                               | 21                                 | 21,8                               | 22,2                               | 22,4                               | 21,7                               |
| Precipitação (mm)                  | 82                                 | 125                                | 228                                | 268                                | 319                                | 300                                | 293                                | 170                                | 89                                 | 43                                 | 38                                 | 51                                 | 2 006                              |
| Fonte: Climate Data.               |                                    |                                    |                                    |                                    |                                    |                                    |                                    |                                    |                                    |                                    |                                    |                                    |                                    |

## Demografia
Segundo o censo 2013 do IBGE, Igarassu possui uma população de 109.322 habitantes, distribuídos numa área de 305,560 km², tendo assim, uma densidade demográfica de 333,88 hab/km².

## Economia
Segundo dados sobre o produto interno bruto dos municípios, divulgado pelo IBGE referente ao ano de 2011, a soma das riquezas produzidos no município é de 1.337.837 milhões de reais (10° maior do estado). Sendo o setor industrial o mais mais representativo na economia igarassuana, somando 625.583 milhões. Já os setores de serviços e da agricultura representam 536.080 milhões e 22.184 milhões, respectivamente. O PIB per capita do município é de 12.921,34 mil reais (9° maior do estado).

### Shopping
Shopping Igarassu, inaugurado em 30 de Outubro de 2018.

## Igreja Matriz dos Santos Cosme e Damião

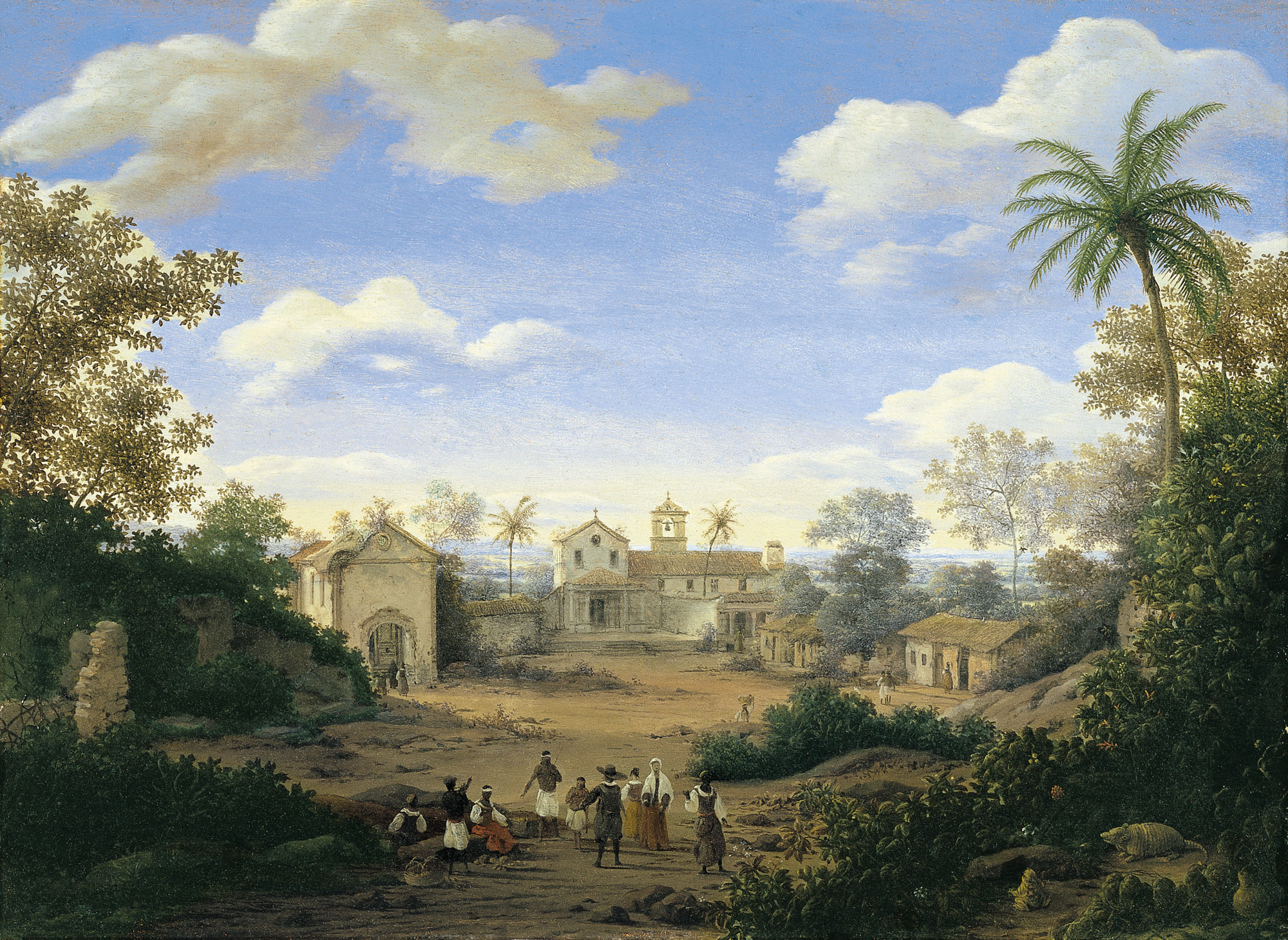
A Vila de Igarassu, com a Igreja dos Santos Cosme e Damião e o Convento e Igreja de Santo Antônio, pelo pintor Frans Post, c. 1660-80.

A Igreja Matriz dos Santos Cosme e Damião é a igreja mais antiga do país, construída em 1535 por Duarte Coelho.

## Etimologia
O nome "Igarassu" é de origem tupi e significa "canoa grande", ou seja, "navio", através da junção dos termos ygara (canoa) e usu (grande).